# 格雷賓湖

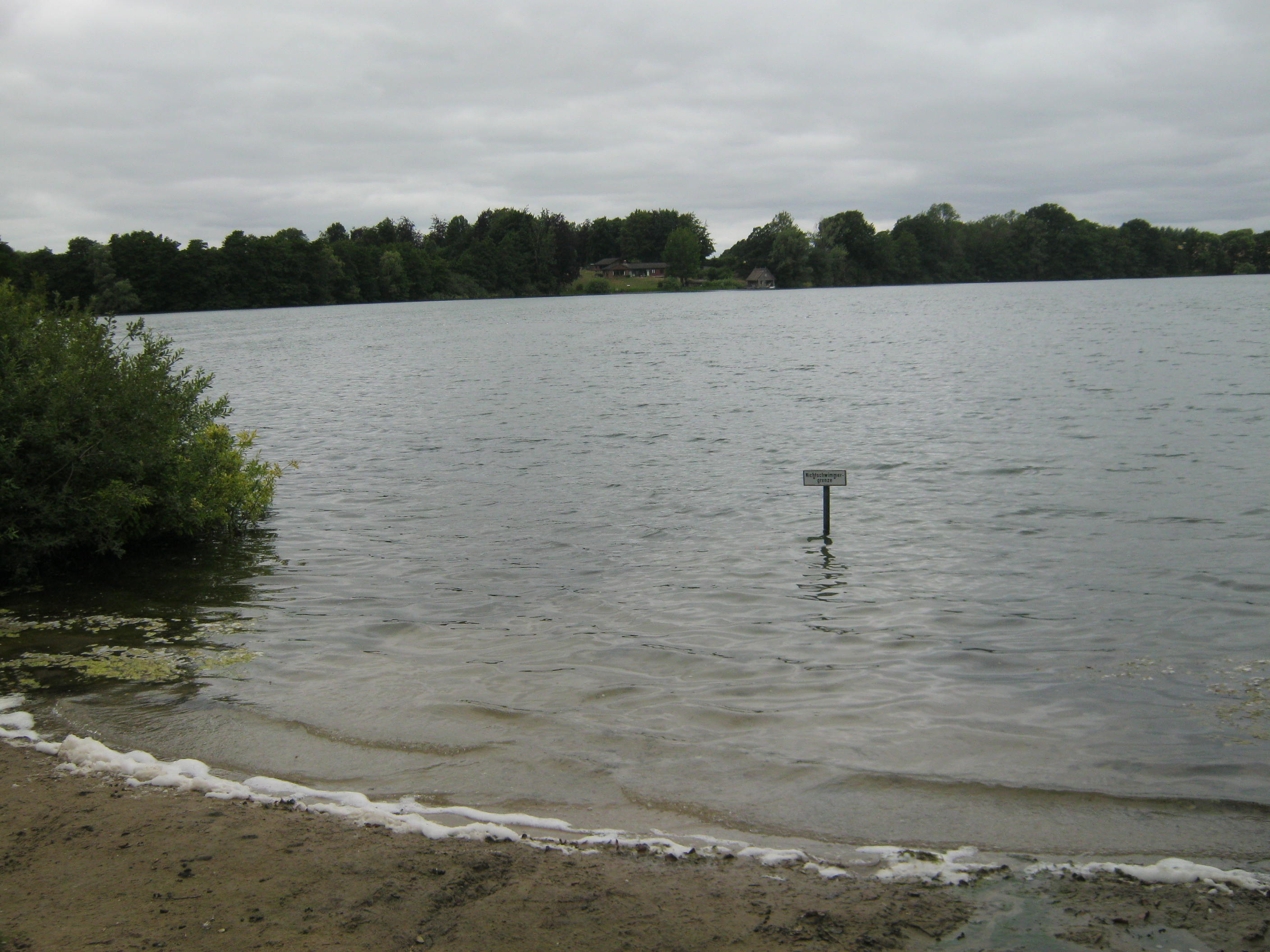

54°12′19″N 10°29′42″E / 54.205328°N 10.494933°E
格雷賓湖（德語：Grebiner See），是德國的湖泊，位於該國北部石勒蘇益格-荷爾斯泰因州，由普倫縣負責管轄，面積0.28平方公里，平均水深8.6米，最大水深25.3米，湖岸線長度2.3公里。